# 福地巷社区
福地巷社区（ふくちこうしゃく）は、広州市越秀区光塔街道の社区。